# Viaña (Vega de Pas)
Viaña es una localidad española del municipio de Vega de Pas, perteneciente a la comunidad autónoma de Cantabria.

## Geografía
La localidad se encuentra a 548 m s. n. m. y a tres kilómetros de la capital municipal, Vega de Pas.

## Historia
Hacia mediados del siglo XIX, el lugar, por entonces referido como una barriada ya perteneciente a Vega de Pas, tenía contabilizada una población de tres habitantes. Aparece descrito en el decimosexto y último volumen del Diccionario geográfico-estadístico-histórico de España y sus posesiones de Ultramar de Pascual Madoz con las siguientes palabras:

VIAÑA: barriada en la prov. de Santander, part. jud. de Villacarriedo, ayunt. de la Vega de Pas. sit. á orillas del r. de su mismo nombre: comprende sobre 30 fincas cerradas en anillo y unas 60 cabañas de las que algunas no se habitan, sirviendo solo para encerrar el ganado y yerba para su alimento: tiene 30 vec. que solo permanecen en este punto durante las estaciones de otoño é invierno, trasladándose en la de primavera y estío á parages mas elevados y apropósito para la cria de ganados que es su principal ocupacion.
(Madoz, 1850, p. 12)

En 2024, tenía empadronados 65 habitantes.